# Sinophorus anisodontis
Sinophorus anisodontis är en stekelart som beskrevs av Sanborne 1984. Sinophorus anisodontis ingår i släktet Sinophorus och familjen brokparasitsteklar. Inga underarter finns listade i Catalogue of Life.